# Salsuginea
Salsuginea ramicola — вид грибів, що належить до монотипового роду Salsuginea.